# Nicolaevca (Cuhureștii de Sus), Florești
Nicolaevca este un sat din cadrul comunei Cuhureștii de Sus din raionul Florești, Republica Moldova.

## Demografie
Conform recensământului populației din 2004, satul Nicolaevca avea 248 locuitori: 160 moldoveni/români, 76 ucraineni, 11 ruși și 1 persoană cu etnie nedeclarată. 